# Capsal
Capsal (auch kapsal, palmelloid oder tetrasporal) ist ein Begriff aus der Botanik und bezeichnet eine Organisationsstufe der Algen. Der Ausdruck „tetrasporal“ bezieht sich auf die Grünalge Tetraspora.
Es handelt sich um zellwandlose und unbegeißelte, einzellige Algen die von einer Gallerthülle umgeben sind. Es entstehen Zellkolonien (Coenobien). Die einzelnen Zellen zeigen teilweise noch Merkmale der monadalen Stufe (begeißelte, einzellige Algen). So kann z. B. bei den Zellen noch ein Augenfleck oder reduzierte Geißeln vorhanden sein. Es können auch begeißelte Zoosporen gebildet werden, die sich aus dem Verband lösen und neue Kolonien bilden (z. B. bei der Art Hydrurus foetidus).
Bei der kapsalen Phase oder Palmellastadium handelt es sich um ein vorübergehendes, geißelloses Ruhestadium. Die ansonsten begeißelte Alge umgibt sich mit einer Gallertschicht und kann sich weiterhin in der Gallerte vegetativ teilen. Es tritt u. a. bei Euglena und Chlamydomonas auf.

## Beispiele
Einige kapsale Algen:
- Grünalgen: Pseudosphaerocystis und  Gloeocystis
- Goldgrüne Algen (Xanthophyceae): Heterogloea und Chlorosaccus
- Goldbraune Algen (Chrysophyceae): Chrysocapsa und Hydrurus
- Kalkalgen (Haptophyta): Phaeocystis und Isochrysis